# Aracari collnegre
L'aracari de coll negre (Pteroglossus aracari) és una espècie d'ocell de la família dels ramfàstids (Ramphastidae) que habita la selva humida, boscos i sabanes de l'est de Veneçuela, Guaiana i est del Brasil.